# 翁森鹤
翁森鹤（？—2023年3月18日），浙江省慈溪县人，杭州丝绸印染联合厂（简称“杭丝联”）工人，1970年9月加入中国共产党，先后任“杭丝联”革命委员会副主任、浙江省革命委员会常委、中共十大代表、浙江省总工会副主任、中共浙江省委候补委员。因反革命案于1975年7月9日拘留审查，1976年12月23日逮捕。1978年8月13日被判无期徒刑，剥夺政治权利终身。
據一名博主老田称，他访问张永生、翁森鹤得知，经两次减刑，张永生、翁森鹤已于2005年假释出狱，假释考验期至2015年。2023年3月18日于浙江杭州病逝。